# Regionen Guineas
Der westafrikanische Staat Guinea ist in sieben Regionen (französisch: Gouvernorats) und eine zone spéciale um die Hauptstadt unterteilt, an deren Spitze jeweils ein Gouverneur steht. Die Regionen wiederum sind in 33 Präfekturen und 341 Unterpräfekturen aufgeteilt sind. Die nach ihren Hauptstädten benannten Regionen heißen:
- Boké
- Conakry (zone spéciale)
- Faranah
- Kankan
- Kindia
- Labé
- Mamou
- Nzérékoré